# Culcha Candela
Culcha Candela (в свободен превод: „Гореща култура“) е музикална група в Берлин, Германия.
Сред нейните песни се откриват както политически (Una Cosa), така и типично парти песни (Partybus).

## История
Създадена е през 2001 година в състав: Джони Страндж от Уганда, Итчибан от Полша и Лафротино от Колумбия. По-късно към групата се присъединяват и Ларсито, Дон Кали (и двамата също от Колумбия), Мистър Реду от Германия и Чино кон Естило от Южна Корея. Мултинационалния произход на членовете на групата влияе на техния музикален стил. Те пеят рап на английски, немски, испански език, както и на патоис. През 2004 г. те издават дебютният си албум Union Verdadera.
Най-големия успех на групата идва през лятото на 2007 със сингъла Hamma!, като песента става най-популярния летен хит за годината в Германия. Той заема седмици наред №1 на германската, №3 в австрийската и №13 в швейцарската класация.

## Дискография

### Албуми
- 2004: Union Verdadera (Re-Release 2006)
- 2005: Next Generation (Standard Edition, 2-LP, Limited Edition [mit Bonus-DVD], Re-Release 2006)
- 2007: Culcha Candela

### EPs/Mixtapes
- 2005: The Beginning – Culcha Sound Vol. A
- 2006: Back 4 the 1st Time – Culcha Sound Vol. B
- 2006: The Frencaize – Culcha Sound Vol. C
- 2006: Hammerheiss – Culcha Sound Vol. D
- 2006: El Sabor Latino – Culcha Sound Vol. E
- 2006: Give Thanks EP

### Сингли
- 2004: In da City
- 2004: Biggiemaan [7”]
- 2004: Union Verdadera
- 2005: Next Generation (Premium Edition, Pur Edition, 12”)
- 2005: Comeback (с участието на Mellow Mark & Martin Jondo) (Premium Edition, Pur Edition, 12”)
- 2006: Follow Me (с участието на Maliq) (Premium Edition, Pur Edition)
- 2007: Hamma! (Premium Edition, Pur Edition, 12”)
- 2007: Ey DJ (Premium Edition, Pur Edition)
- 2008: Chica

### Други
- 2005: Sientelo (Mix & Instrumental на сингъла на Speedy с участието на Lumidee)
- 2006: Capones – Mistico Capital („Purple Punches“ с участието на Johnny Strange)

### DVD
- 2006: Next Generation
- 2006: Domen est Omen